# 衝浪

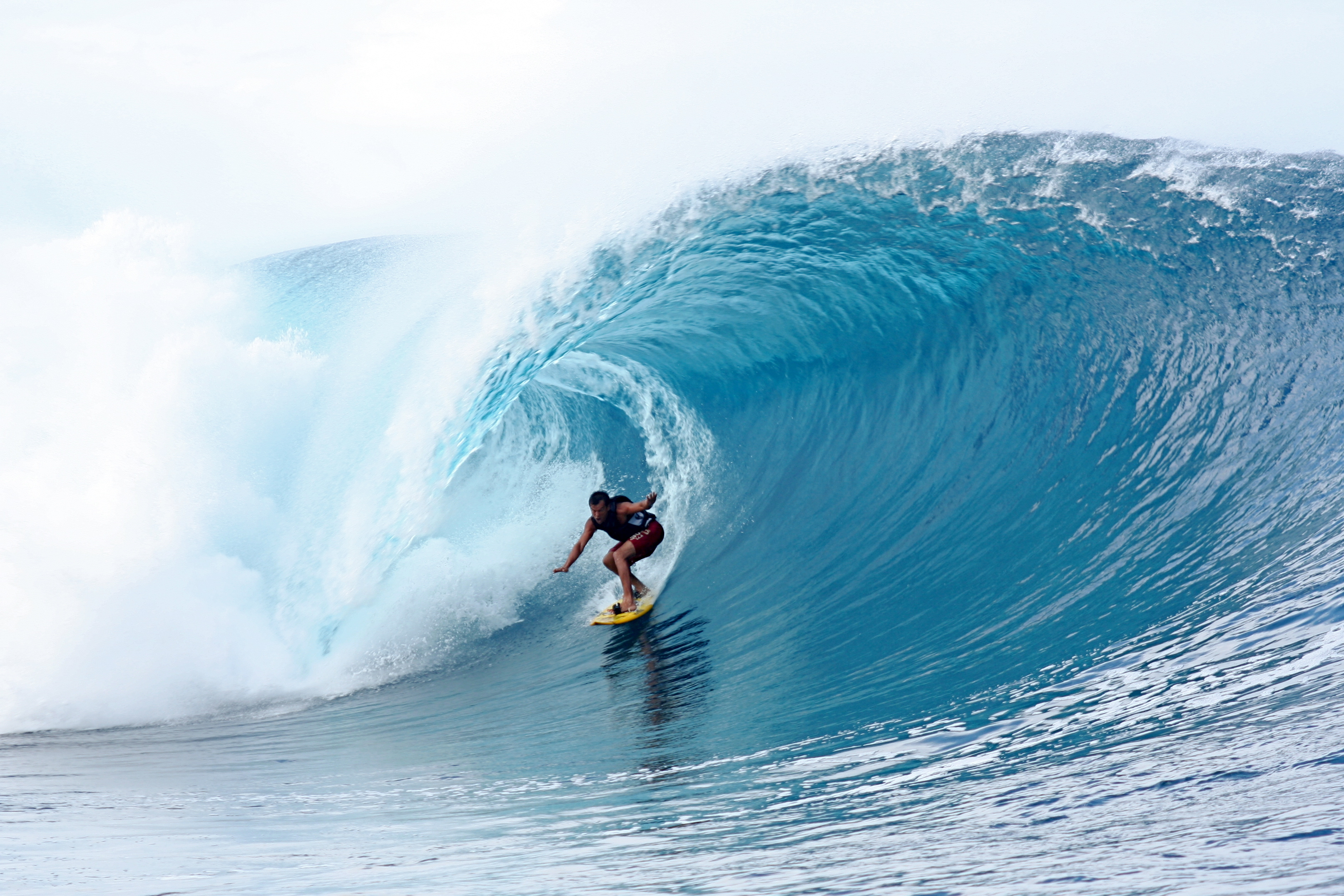
衝浪

衝浪是以海浪为动力的极限运动，冲浪者在海里有适宜海浪的地方俯卧或坐在冲浪板上等待，当合适的海浪逐渐靠近的时候，冲浪者调整板头方向，俯卧在冲浪板上顺着海浪的方向划水，给冲浪板足够的速度使冲浪板保持在海浪的前面，当海浪推动冲浪板滑动时，冲浪者站起身体，两腿前后自然站立，两膝微屈，利用身体重心、肩膀和后腿控制冲浪板的走向。
冲浪一般被认为起源于波利尼西亚群岛，现代冲浪运动的发展则起源于美国夏威夷群岛。按照使用冲浪板的不同，划分为不同类别。其中长板、短板为主要划分，一般正式比赛也按照长板组与短板组进行比赛。冲浪也根据使用动力的不同，衍生出风筝冲浪、风帆冲浪等运动。
1962年，第一届世界冲浪锦标赛于澳大利亚的曼利举行，冲浪运动正式职业化。2016年，国际奥林匹克委员会同意冲浪从2020年东京奥运会开始成为正式比赛项目。

## 起源与早起发展
一般认为冲浪运动起源于波利尼西亚群岛，也有记载西非与秘鲁地区在人类早期也有开展冲浪运动，而现代冲浪运动的发展则起源于美国夏威夷群岛。
在波利尼西亚文化中，冲浪是一项重要的活动。许多欧洲探险家目睹了波利尼西亚的冲浪。英国探险家塞缪尔·沃利斯于1767年6月抵达波利尼西亚，并在大溪地附近观察到冲浪。赫尔曼·梅尔维尔在1849年出版的小说《狂欢》中，根据自己十年前在波利尼西亚的经历，对冲浪运动进行了描述：“对于这项运动，冲浪板是必不可少的：它五英尺长，大约一个人身体的宽度，两侧凸出，高度抛光，末端圆润。使用后总是涂油，挂在主人家的显眼处。"当马克.吐温于1866年访问夏威夷时，也写道：“在一个地方，我们遇到了一大群男女老少的裸体土著，他们以冲浪沐浴的民族消遣自娱自乐。”
现代冲浪运动则发展于十九世纪九十年代初。1908年，由一批白人运动家在威基海滩组成“浮架独木舟俱乐部”(Outrigger Canoe Club)，并大力倡导独木舟和冲浪运动。同年，杜克·卡哈纳莫库、克努特·科特雷尔和肯·温特在夏威夷正式成立冲浪俱乐部Hui Nalu，被认为是现代冲浪组织的开端。1912年，卡哈纳莫库代表美国赢得斯德哥尔摩奥运会100米自由泳冠军，此后以夏威夷民间大使身份访问世界各国，并大力推广冲浪运动，被认为是夏威夷冲浪运动的非正式创始人。1962年，第一届世界冲浪锦标赛于澳大利亚的曼利举行，就此之后冲浪运动普及于世界各地。
冲浪运动的发展，与冲浪板的发展密不可分。更科学的冲浪板发明后，极大的降低了冲浪的门槛。早起的冲浪板由厚重的红木制作而成，其长度可达16-20英尺。1926年汤姆·布莱克（Tom Blake）设计出空心冲浪板，为冲浪板带来了第一个重大变革。1935年，汤姆发明了尾鳍，为冲浪板提供了更好的机动性和稳定性。1959年，由于二战后工业技术的进步，人们开始用轻便的玻璃纤维、泡沫与塑料代替木材制作冲浪板，冲浪运动遂得到更大范围的普及。

## 分类
冲浪运动按照使用冲浪板的不同，划分为不同类别。其中长板、短板为主要划分，一般正式比赛也按照长板组与短板组进行比赛，另外还有fun板、枪板和鱼板。

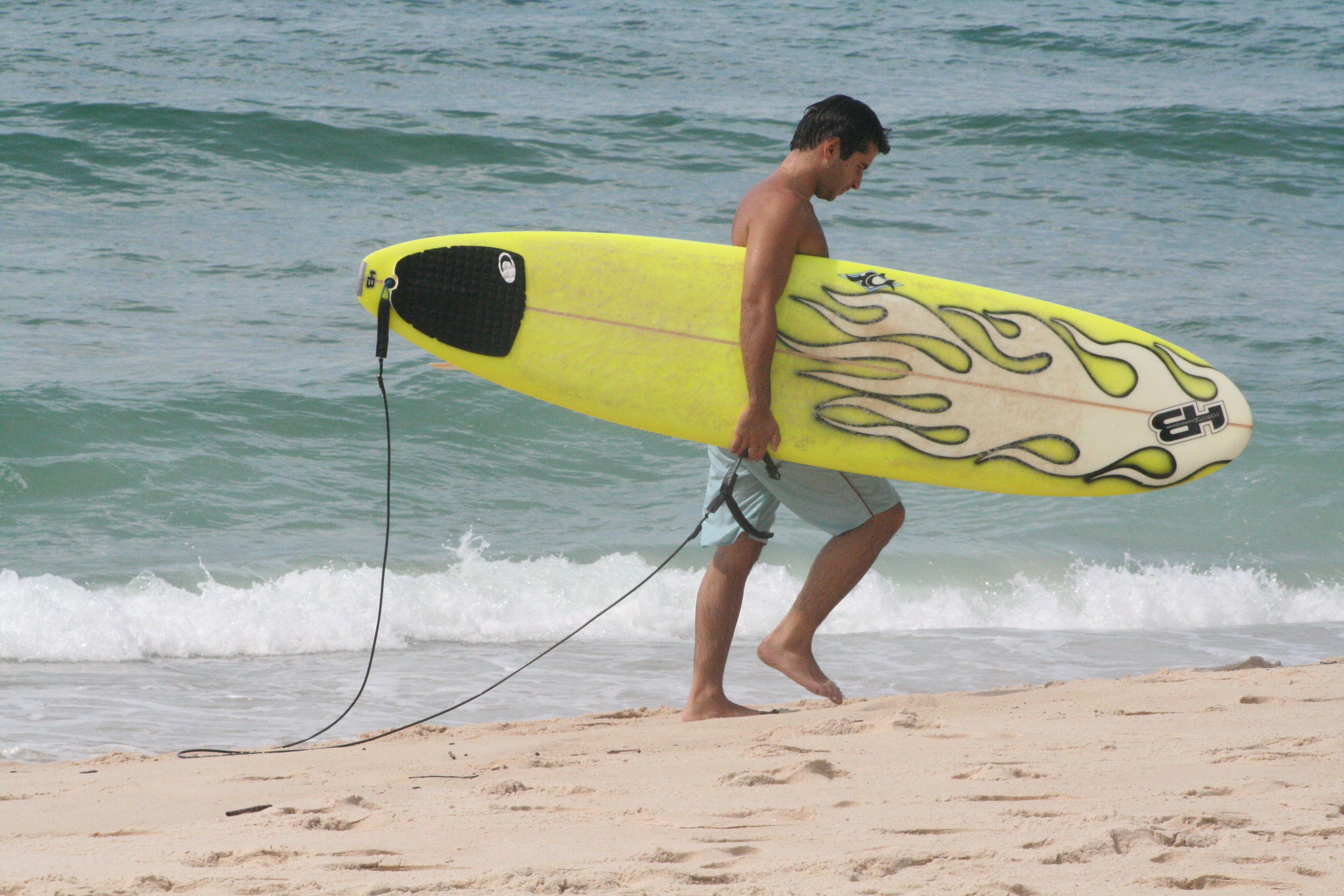
拿著衝浪板的人

### 长板
长板的长度一般在8尺6-10尺之间，最初用于冲浪的就是长板。虽然这些年内部构造材料发生了变化，但它们的基本设计仍然保持不变。长板就是相对较长的冲浪板，更长的长度提供了稳定性和易学性的优点。由于有更多的空间可以站稳脚跟，同时也有更大的面积在水面上，所以冲浪者在长板上的稳定性更好，划水也更容易，这对冲浪初学者有益。

### 短板
短板的长度一般7尺以下，虽然初学者学习起来有点困难，但短板为冲浪者提供了更大的自由度。短板的空气动力学形状和设计使短板有更好的机动性和灵活性，使得冲浪者可以做出更具观赏性的运动姿势。

### fun板
外形上跟长板很像，是介于长板和鱼板之间的中间板。板长一般约6.5-8.5英尺之间。

### 枪板
枪板长度和长板类似，但是它更窄，这样的板型使它更容易划桨到更大的波浪中，更容易在陡峭的浪壁上控制。

### 鱼板
鱼板长度和短板类似，板头一般是宽的形状，逐渐向板尾的方向变窄。板尾拥有标志性的燕尾标志，大多数位双鳍或四鳍的设计。鱼板排水量大，弧度比典型的短板平缓，这使他们在拥有比长板更多机动性的同时又不会像使用短板一样吃力。

## 学习

### 冲浪动作
冲浪一般有看浪（等浪）、划水、起乘、冲浪四个连续动作组成。
看浪是指冲浪前，乘坐或匍匐在冲浪板上等待海浪的过程。这个过程需要关注大海的涌面，在浪组中寻找到合适的海浪。在等到合适的海浪后，迅速调整浪板朝向，双手在冲浪板两侧进行划水，提升起乘时的速度。在达到一度速度后，双手撑住板面，快速起乘。起乘后一般是一只脚在前，一只脚在后，重心位于冲浪板中间，依靠海浪的动力前行，进行冲浪。

### 装备选择
冲浪的主要装备是冲浪板、脚绳、鳍、蜡与冲浪服装。
一般新手在选择冲浪板的时候，是从长板开始的，这种板的浮力较大，新手可以更轻易的起乘，降低初学时的挫折感。在有一定基础之后，可以尝试用Fun板或枪板进阶。脚绳是连接在冲浪板尾部与冲浪者后着力脚的一根绳子，他能帮助冲浪者在掉下冲浪板后，尽快的找到冲浪板，这也是冲浪者重要的救生装备之一。一般来说，脚绳的长度和板长相同，过长的脚绳会带来额外的麻烦，比如在起乘时，脚绳绊到自己的脚。鳍安装在冲浪板的后下方，它最主要的作用就是用來引导水流，确保浪板的前进方向。鳍根据数量不同，有单鳍、双鳍、三鳍、四鳍之分，一般来说，三鳍的配置是最为稳定的。蜡是涂抹在冲浪板上的装备，它的主要作用是增加板面的摩擦力，从而降低起乘的难度。比较常见的上蜡方式，会先用较硬的蜡块上一层底蜡，然后再打上较软的蜡作为蜡面，这样的好处是可以软蜡可以有更好的脚感。冲浪服的选择就因人而异了，一般来说，新手还会选择一件防磨上衣，因为每次起乘都会造成胸口与板面的摩擦。另外，在冬季冲浪，冲浪者们会选择一件贴身的防寒服。

### 目的地选择

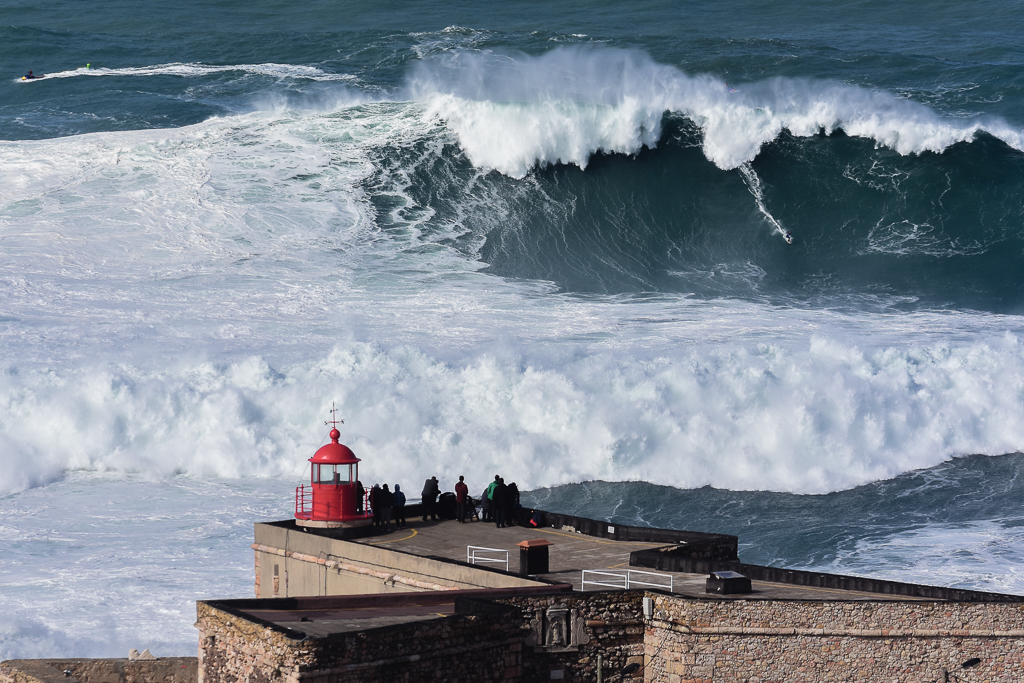
葡萄牙纳扎雷的巨浪

冲浪需要具备良好的自然条件，包括海浪高度、频率、海底情况，以及周围基础设施的建设等。由Holidify评选出的2021年全球12佳冲浪地点包括：
1. 葡萄牙纳扎雷，这里全年巨浪滔天，曾发生超过100英尺的海浪，是目前人类观察到的最高海浪
2. 法国昂格莱骑士海滩
3. 菲律宾锡亚高岛Cloud 9
4. 挪威霍德维克，这里可以很好地冲浪，因为它暴露在西部的海浪中，但由于周围的高山，它仍然非常避风。
5. 哥斯达黎加大普拉亚（Playa Grande）（英语：Playa Grande, Costa Rica）
6. 莫桑比克托福（Tofo）海滩
7. 西班牙圣维森特-德拉巴尔克拉
8. 墨西哥萨尤利塔（Sayulita）
9. 美国夏威夷
10. 南非傑弗里斯貝
11. 印度尼西亚巴厘岛苍古（Canggu）
12. 英国康沃尔郡森嫩湾（Sennen Cove）

## 竞赛
第一届世界冲浪锦标赛于澳大利亚的曼利举行，冲浪运动正式职业化。2016年，国际奥林匹克委员会同意冲浪从2020年东京奥运会开始成为正式比赛项目。

### 世界冲浪锦标赛
WTC（世界冲浪锦标赛）由世界冲浪联盟WSL（World Surf League）组织。它每年举行一次，由上一年的34名最佳冲浪者，与2名受邀参加的冲浪者，共计36名定顶尖冲浪者进行的巡回比赛赛事。全年有约11项赛事，最终扣除掉得分最差的2场比赛，将剩余9场比赛中的得分相加，得到参赛者的最终排名，排名中最高的被认为是世界冠军。由于冲浪比赛受限于正确的天气与海浪条件，因此每场比赛并没有约定的日期。

### 奥运会冲浪比赛
奥运会冲浪比赛采取4人制比赛，每场比赛中最好的两人进入到下一轮，每场比赛持续20到25分钟，每名运动员最多可以冲25个浪，其中两个最高分计入其该组总分，并以此确定其本轮最终成绩。将通过初赛和晋级赛产生最终追逐冠亚季军的选手。初赛每组4到5人，晋级赛每组2人，晋级赛中胜者进入下一轮，失利者将被淘汰。
评审团根据选手的选手的表现打分，评分标准主要是考虑难度、动作速度、以及海浪情况等。

## 冲浪文化与术语

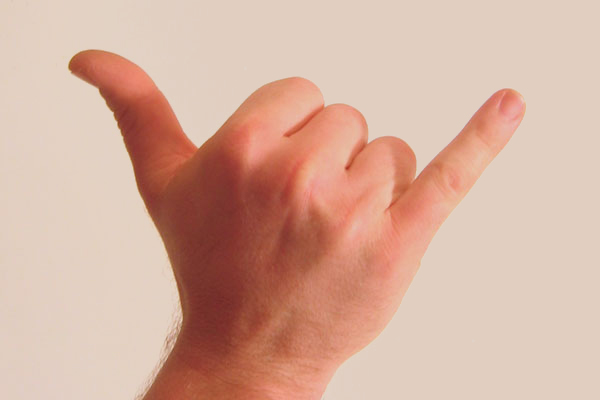
沙卡手勢

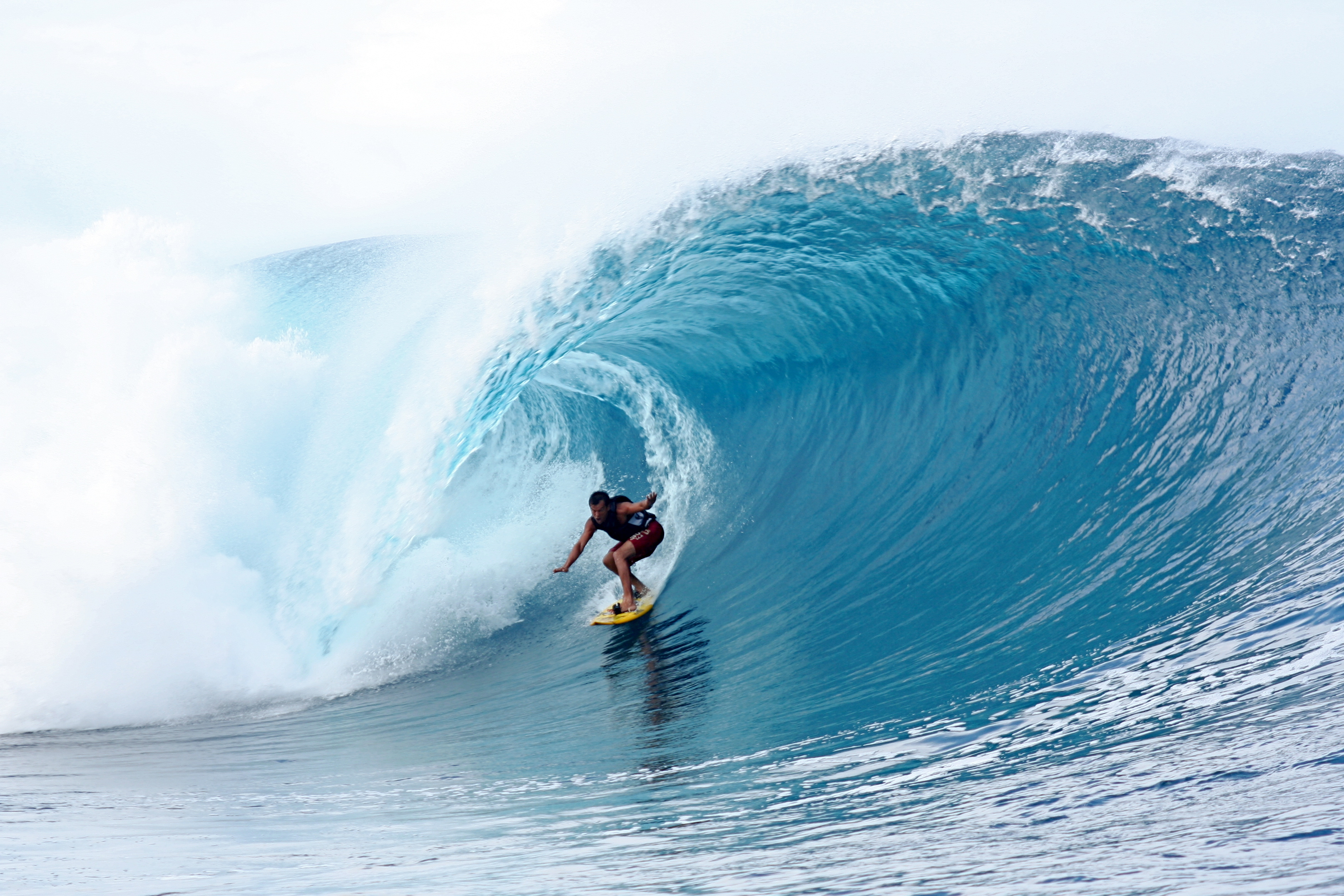
在管浪中的冲浪者

随着冲浪运动在全球的发展，冲浪者也形成了自己独有的文化与术语。比较典型的是，冲浪者之间相互称呼为“浪人”，他们用澳洲土著语“YEW”来打招呼，冲浪者之间还会用夏威夷的沙卡手勢相互打招呼。
在冲浪过程中，还会用到如下一些专业术语，在中国，这些术语一般也以英文作为表达：
| 英文说法      | 中文说法 | 含义                                                                   |
| ------------- | -------- | ---------------------------------------------------------------------- |
| backside      | 反手浪   | 冲浪姿态，即左脚在前的冲浪者向左手冲浪，右脚在前的冲浪者向右手冲浪     |
| frontside     | 正手浪   | 冲浪姿态，即左脚在前的冲浪者向右手冲浪，右脚在前的冲浪者向左手冲浪     |
| left          | 左手浪   | 指浪的爆裂点形成后，波浪持续不断向冲浪者左手方向爆裂                   |
| right         | 右手浪   | 指浪的爆裂点形成后，波浪持续不断向冲浪者右手方向爆裂                   |
| barrel (tube) | 管浪     | 指当浪的力度和地形条件足够时形成的管状的浪，够大时冲浪者可以在其中冲浪 |
| drop in       | -        | 指同一方向，同一道浪，多人起乘                                         |
| paddle        | 划水     | 指用臂力令冲浪板得到冲力的划水动作                                     |
| pop up        | 起乘     | 指在冲浪板上从趴变成站立的动作                                         |
| beach break   | -        | 指有浪的区域底部全是沙结构的地方                                       |
| point break   | -        | 指有浪的区域底部全是岩石或珊瑚的地方                                   |
| shore break   | -        | 指贴近海滩的浪，快且强，但不适合冲浪                                   |
| offshore wind | 离岸风   | 指自岸边吹向海面的风，易于形成表面平滑的波浪                           |
| onshore wind  | 向岸风   | 指自海面吹向岸边的风，会令波浪不稳定，不适合冲浪                       |